# William Henry Avery
William Henry Avery, född 11 augusti 1911 i Clay County, Kansas, död 4 november 2009 i Clay County, Kansas, var en amerikansk republikansk politiker. Han var ledamot av USA:s representanthus 1955–1965 och Kansas guvernör 1965–1967.
Avery utexaminerades 1934 från University of Kansas och var verksam som jordbrukare. Han var ledamot av Kansas representanthus 1951–1955. År 1955 efterträdde han Howard S. Miller som kongressledamot.
Avery efterträdde 1965 John Anderson, Jr. som guvernör och efterträddes 1967 av Robert Docking. Avery avled 2009 och gravsattes på Highland Cemetery i Wakefield.